# Atlas Obscura
Atlas Obscura est un magazine en ligne et une société de voyage basés aux États-Unis,,,. Fondé en 2009 par l'auteur Joshua Foer et le réalisateur de documentaires/auteur Dylan Thuras,, il répertorie les destinations de voyage inhabituelles et obscures via le contenu généré par les utilisateurs. Les articles du site Web couvrent un certain nombre de sujets, notamment l'histoire, la science, la nourriture et les lieux obscurs.

## Histoire
Thuras et Foer se rencontrent en 2007 et ne tardent pas à envisager de concevoir un atlas d'un genre nouveau, présentant des lieux que l'on ne trouve pas habituellement dans les ouvrages conventionnels. Ils engagent un concepteur de sites Web en 2008 et lancent Atlas Obscura en 2009.
Sommer Mathis (anciennement du CityLab de The Atlantic) est la rédactrice en chef du site de 2017 à 2020. Elle est remplacée par Samir Patel (anciennement du magazine Archaeology), qui devient directeur éditorial du site en 2020 et rédacteur en chef en 2021.
David Plotz reste à la tête du site pendant cinq ans (octobre 2014 - novembre 2019). Warren Webster, ancien président et PDG de l'éditeur numérique Coveteur, et cofondateur du site Patch, reprend le poste en mars 2020.

### Obscura Day
En 2010, le site organise le premier des événements internationaux connus sous le nom d'Obscura Day. Thuras déclare que l'un des principaux objectifs du site est de « créer une communauté du monde réel et qui s'engage avec nous, les uns les autres et ces lieux et qui s'éloigne de leurs ordinateurs pour les voir réellement ». En 2021, Atlas Obscura crée une société du même nom, qui organise des expériences locales dans neuf villes (New York, Philadelphie, Washington D.C., Chicago, Denver, Los Angeles et Seattle),.
En octobre 2014, Atlas Obscura embauche le journaliste David Plotz en tant que PDG. En 2015, Atlas Obscura organise son premier financement majeur, obtenant 2 millions de dollars auprès d'un panel d'investisseurs, dont le New York Times. En septembre 2016, la société publie son premier livre, Atlas Obscura « An Explorer's Guide to World's Hidden Wonders », écrit par Foer, Thuras et Ella Morton sous l'égide de Workman Publishing Company ,.

### Voyage guidé
En 2016, l'activité de l'entreprise s'étend aux voyages, proposant deux voyages guidés. Depuis 2019, Atlas Obscura mène des voyages insolites dans des endroits comme le Mexique pour assister à la migration du papillon monarque ou Lisbonne pour apprendre à faire des pasteis de nata,. Le directeur général des voyages d'Atlas Obscura, Mike Parker, est félicité pour avoir rassuré les voyageurs déplacés lors de la pandémie de Covid-19. Parker explique aux clients par e-mail/blog :

« Lorsque vous participez à l'un de nos voyages, nous voulons que vous ayez l'esprit tranquille. Nous voulons que vous sachiez que, si les circonstances changent, nous assurons vos arrières. Si vous participez à un départ en 2020 et que vous décidez finalement que ce n'est pas le bon moment ou le bon endroit pour voyager, nous vous aiderons à mettre vos plans à jour en transférant votre réservation à une date ultérieure ou à un autre voyage, sans pénalités d'annulation. Dans le cas peu probable où nous devrions annuler un départ, nous vous rembourserons tout ce que vous nous avez payé. »

— Mike Parker

### Gastro Obscura
À la suite d'une deuxième collecte de fonds qui rapporte 7,5 millions de dollars, le site lance fin 2017 Gastro Obscura, une section alimentaire couvrant « les lieux alimentaires distinctifs du monde ».

### Podcast quotidien (Covid-19)
Alors que la quarantaine liée à la Covid-19 continue à menacer les projets de voyage dans le monde entier, Atlas Obscura décide de faire découvrir les sites à son public (au lieu d'encourager les gens à les visiter en personne). À cette fin, ils lancent un podcast court quatre fois par semaine. Le podcast d'Atlas Obscura est lancé le 26 février 2021. Le premier podcast complet, « The Gates of Hell », décrit un feu souterrain qui brûle depuis longtemps au Turkménistan.

## Publications
- Children's book, The Atlas Obscura Explorer’s Guide for the World’s Most Adventurous Kid, Workman Publishing Company, 2018[17]
- Original book, Atlas Obscura: An Explorer's Guide to the World's Hidden Wonders, Workman Publishing Company, 2016[18]